# Зоряні коливання

Потужний сонячний спалах, що відбувся на активній області AR 10930 розміром із Землю

Зоряні коливання — це тремтіння газів у верхніх шарах зірок.
Зоряні коливання проявляються у періодичному розширенні і стисненні зірок. Найпростіший вид власних коливань зірки — радіальні сферично-симетричні пульсації. У загальному випадку нерадіальних коливань змінюється і форма зірки, наприклад, зірка періодично приймає форму то витягнутого, то сплюсненого еліпсоїда. Пульсації обумовлюють змінність цефеїд, зірок типу RV Тельця, RR Ліри, d Щита, b Цефея, ZZ Кита та деяких інших типів фізичних змінних зірок. Більшість зірок має значну концентрацією маси до центру: щільність речовини в центрі в декілька разів перевищує середню щільність зірки. Як наслідок коливання зірок негомологічні: відносна амплітуда коливань в центрі набагато менше, ніж на поверхні.

## Історія досліджень
В 1894 році російський астроном Аристарх Бєлопольський вивчав знамениту зірку δ Цефея, ту саму, іменем якої названий цілий клас перемінних зірок — цефеїд. Виявилось, що синхронно з вивченням блиску змінюється і розташування ліній в спектрі зірки. Це зрушення природно було пояснити ефектом Доплера: коли джерело випромінювання наближається до нас, лінії в його спектрі «з'їзжають» в синій бік, а коли віддаляється — в червону. Бєлопольський зробив висновок, що цефеїди — це двійні зорі, у яких змінність блиску пов'язана з періодичними взаємними затемненнями, а змінність швидкості вздовж лінії зору — з орбітальним рухом зірок пари. Проте фізик Микола Умов, що був опонентом Бєлопольського на захисті його дисертації, тоді ж висунув гадку, що насправді рухається не вся зірка, а тільки її зовнішні шари.
Догадка Умова блискуче підтвердилась завдяки дослідженням англійського астофізика Артура Еддінгтона, а в 1958 році радянський фізик Сергій Жевакін побудував теорію пульсації цефеїд. Вони дійсно розширяються і зжимаються зі швидкостями, що досягають десяток кілометрів в секунду. δ Цефея можна вважати найпершим об'єктом, що був досліджений астросейсмології. Пульсації цефеїдного типу охоплюють тільки незначну частину маси зірки тому детально вивчити її не можна. Виникає вона тільки в зорях з відповідними параметрами (температурою, щільністю, хімічним складом), в яких через будь-яке випадкове збурення розвиваються стійкі автоколивання.
По такій зорі від місця збурення пробігає у всі боки хвиля, частина якої йде вглиб зорі, а інша назовні, відштовхнувшись від поверхні зорі і знову йде вглиб, перетинає зірку наскрізь, знову відбивається змішується з хвилями від інших збурень. Серед цих збурень є збурення від конвективних течій, від спалахів на поверхні тощо.

## Сонячні коливання
На деякий тремтіння спектральних ліній Сонця ще в 1913 році звернув увагу канадський астроном Джон Пласкетт. Сейсмічні дослідження Сонця почалася в 1962 році, коли з'ясувалося, що лінії не просто тремтять, а коливаються з періодом близько п'яти хвилин і амплітудою, відповідного розкиду швидкостей в кілька сотень метрів у секунду. Тобто на поверхні Сонця постійно є хвилі заввишки в десятки кілометрів. Деякий час їм не надавали великого значення, вважаючи локальним явищем, супроводжуючим вихід до поверхні конвективних потоків. Але до початку 1970-х років з'явилися детальні моделі внутрішньої будови Сонця, завдяки яким вдалося побачити в цих коливаннях відзвуки глобальної вібрації сонячної речовини. Точніше, п'ятихвилинні осциляції (тобто коливання) виявилися результатом складання окремих хвиль, або коливальних мод, повне число яких в спектрі сонячних пульсацій становить близько 10 мільйонів. Це акустичні коливання, тобто звичайні звукові хвилі, що являють собою ущільнення газового середовища. Амплітуди окремих мод вкрай малі, але, складаючись, вони можуть взаємно значно посилювати один одного.

## Астросейсмологічні дослідження
Зоряні коливання досліджуються астросейсмологами. Згідно з дослідженнями вони викликаються тепловою енергією, що перетворюється в кінетичну енергію коливань. Цей процес схожий на те, що відбувається в будь-який теплової машині, в якій тепло поглинається в високотемпературній фазі циклу і виділяється, коли температура низька. Основним механізмом для багатьох класів зірок є перетворення енергії випромінювання в енергію механічних коливань в поверхневих шарах. Виникають вони внаслідок коливання, як правило, досліджуються в припущенні, що вони малі і що зірка є ізольованою і сферично симетричною. В подвійних системах зірок істотно вплинути на коливання зірки можуть також припливні сили.